# Лен, Боб
Боб Лен (фр. Bob Lehn) — французский кёрлингист. 

## Биография
В составе мужской команды Франции участвовал в чемпионате мира 1982 на позиции второго. На момент участия в чемпионате состоял в команде «Белфорт».

## Участие в международных соревнованиях
| Турнир    | Место | Первый       | Второй  | Третий         | Четвёртый  | Тренер       | Запасной |
| --------- | ----- | ------------ | ------- | -------------- | ---------- | ------------ | -------- |
| ЧМ-М 1982 | 10    | Жерар Наттер | Боб Лен | Роджер Джекобс | Андре Трон | Пьер Кателла | —        |